# Belfegore
Belfegore war eine deutsche Gothic-Punk-/Dark-Wave-Band aus Düsseldorf, die von 1982 bis 1985 existierte.

## Geschichte

### Vorgeschichte (1980–1982)
Bandgründer Michael David Clauss hatte von Anfang 1980 bis Januar 1981 bei der Düsseldorfer Punkband KFC und dann bei Nichts gespielt, die eher der Neuen Deutschen Welle zugerechnet wurden. Da es klar war, dass die Neue Deutsche Welle ein auf den deutschsprachigen Raum begrenztes Phänomen bleiben würde, stieg Clauss im Sommer 1982 bei Nichts aus und beschloss, düsterere und aggressivere Musik zu machen, wie sie zu der Zeit gerade durch Bands wie Killing Joke oder Bauhaus populär wurde.

### Anfänge als Independent-Band (1982–1984)
Im Januar 1983 berichtete die Musikpresse, dass Michael Clauss an einem Soloalbum arbeite. Mithilfe des Schlagzeugers Gigi Sessenhausen nahm er im Studio Lambertz-Grund in Düsseldorf und im Inner Space-Studio von Can im Alleingang das Debütalbum „A Dog Is Born“ auf.
Im April 1983 präsentierte das unabhängige Schallplattenlabel Pure Freude das Album in der Musikpresse mit der Anzeige „Der Mann aus dem Nichts ist Belfegore ist Michael Clauss“. Die LP erschien nur in begrenzter Auflage und ist heute ein Sammlerstück.
In der englischen Musikpresse bekam das Album gute Kritiken:
- Melody Maker (Großbritannien): „Alptraumhafte Reiseberichte von durchtriebener Brillanz.“[3]
- Sounds (Großbritannien): „[...] ein Trio intelligenter Musiker, deren Debüt-LP, auf der überwiegend deutsch gesungen wird, auf sehr charmante und direkte Art eigenständig ist.“[4]
- ZigZag (Großbritannien): „Eines der besten Alben des Jahres [...]“[5]
- SPEX (Deutschland): „Stimmungsmache! Ganz gezielt! Aber schlecht ist die Platte nicht. Der Musik gelingt es tatsächlich, diese dunkle mystisch-bedrückende Stimmung zu erzeugen, Joy Division-ähnlich.“[6]

Clauss stellte mit Manfred „Charly“ Terstappen (Schlagzeug, vorher bei Wallenstein) und Walter Jäger  (Keyboard, Bass) eine Band zusammen, um live auftreten zu können. Im Juni 1983 gaben Belfegore drei Konzerte im Vorprogramm von The Fall.
Das letzte Konzert mit Walter Jäger fand am 28. August 1983 auf einem Festival in der Dia Foundation-Kunstgalerie in Köln statt, das für eine geplante, dann aber doch nicht veröffentlichte Live-Compilation mitgeschnitten wurde. Seine letzte Veröffentlichung mit der Band war die Maxisingle „Belfegore“, die nach seinem Ausscheiden Ende Oktober 1983 erschien und erheblich rockiger und druckvoller als das Album ausfiel.
Neuer Bassist wurde der New Yorker Sessionmusiker Raoul Walton, der gerade an Gabi Delgados Soloalbum „Mistress“ mitgewirkt hatte und über den Produzenten Conny Plank zu Belfegore stieß.
Am 7. Oktober 1983 traten Belfegore zusammen mit anderen deutschen Independent-Bands auf dem Progetto Germania-Festival im Teatro Spaziozero in Rom auf, der Auftritt wurde mitgeschnitten und zwei Stücke erschienen im Mai 1984 auf der Single „Belfegore in Roma“. Diese Single war der Abschied vom unabhängigen Pure Freude-Label.

### Internationaler Erfolg als Majoract (1984–1985)
Von März bis Mai 1984 nahmen die drei Belfegore-Musiker im Conny Plank-Studio ihr zweites Album auf, das in New York abgemischt wurde. Mit einem für eine deutsche Rockband damals ungewöhnlich hohen Budget von 175.000 Dollar nahm das amerikanische Majorlabel Elektra die Band unter Vertrag.
Das Album „Belfegore“ erschien am 20. September 1984 und war stark vom US-amerikanischen Mainstream-Rock inspiriert, vergleichbar z. B. mit Billy Idol oder dem damaligen Killing Joke-Hit „Eighties“. Die Single „All That I Wanted“ folgte im Dezember 1984, für die in New York mit Regisseur Zbigniew Rybczyński auch ein Video gedreht worden war (das z. B. am 10. Dezember 1984 in Formel Eins und am 3. Januar 1985 in Paula Yates britischer Musiksendung The Tube auf Channel 4 vorgestellt und in den USA auch von MTV und VH1 gezeigt wurde).
Die Reaktionen der Musikpresse waren unterschiedlich:
- Jamming! (Großbritannien): „Bestenfalls ein Entwurf für zukünftige Entwicklungen, irgendwie so eine Art Vorstoß in Richtung rauh und verwegen. Schlimmstenfalls ein grässlich bombastischer Krach.“[9]
- Creem Metal (USA): „Es gibt echt bessere Bands als Motörhead.“ - „Nenn mir eine!“ - „Belfegore!“ - „Gut, abgesehen von Belfegore. Nenn mir eine andere.“ - „The Beatles“.[10]
- SPEX (Deutschland): „Man fragt sich ob man nicht verprügelt wird, wenn man diese Platte nicht gebührend zu loben versteht. Ohne Rücksicht auf Verluste soll mich das nicht davon abhalten, diese Platte ganz polemisch als einen Haufen Scheiße zu bezeichnen. [...] eine Düstermännerkapelle mit drittklassigem Songmaterial, einfallslosen Arrangements und üblicher schwammiger Conny Plank-Produktion.“[11]

Ein für den 22. September 1984 geplanter Auftritt auf dem Pandora's Musicbox '84-Festival in Rotterdam wurde abgesagt.
Ab dem 14. November 1984 bereisten Belfegore als Vorgruppe von Hanoi Rocks die USA. Die Tour, die bis zum 16. Dezember geplant war, endete jedoch bereits am 4. Dezember, als sich zunächst der Sänger von Hanoi Rocks verletzte und schließlich der Schlagzeuger bei einem Autounfall ums Leben kam.
Zurück in Deutschland traten Belfegore (zusammen mit Johnny Thunders, Marc Almond und anderen) am 21. Dezember 1984 auf dem Musik-Convoy-Festival in der Düsseldorfer Philipshalle auf.
Vom 23. bis zum 27. Januar 1985 folgte eine kurze Deutschland-Tour, und vom 28. Januar bis zum 10. Februar 1985 gaben Belfegore als Vorgruppe von U2 sieben Konzerte in Deutschland, Zürich und Paris.
Ein letzter Belfegore-Auftritt wurde für das Zwei Jahre Loft-Festival in Berlin am 24. März 1985 angekündigt.
Michael Clauss löste danach die Gruppe auf, da er „diesen kommerziellen Druck, dieses Berühmtsein gar nicht aushalten konnte.“

### Nach der Auflösung (1985 bis heute)
Clauss zog sich aus dem Musikgeschäft zurück und arbeitet heute als Heilpraktiker in Düsseldorf. Walter Jäger wurde Mitglied von Die Krupps. Charly Terstappen und Raoul Walton arbeiten noch heute als Berufsmusiker, beide spielten in der Band von Marius Müller-Westernhagen, Terstappen war von 1999 bis 2011 Schlagzeuger der Lords und betreibt sein eigenes kleines MGB-Tonstudio in Mönchengladbach.
Am 30. September 2011 spielten Belfegore in der Besetzung Clauss/Walton/Terstappen ein einmaliges Reunion-Konzert im Ratinger Hof in Düsseldorf. Am 12. November 2013 spielten Clauss und Terstappen ein Unplugged-Konzert im Haus der Jugend Düsseldorf.

## Diskografie
LPs
- A Dog Is Born (Pure Freude, April 1983)
- Belfegore (Elektra, 20. September 1984)

Singles
- Belfegore in Roma: Marmor (live) / Herz atmet Echos (live) (Pure Freude, Mai 1984)
- All That I Wanted (Edit) / All That I Wanted (Instrumental Dub) (Elektra, Dezember 1984)

Maxi-Singles
- Belfegore / Heilige Kriege; Nacht in Sodom (Pure Freude, 21. Oktober 1983)
- All That I Wanted (Extended Cub Mix) / Wake Up with the Sirens (Remix Version); Seabird Seamoan (Remix Version) (Elektra, Dezember 1984)
- All That I Wanted (Edit); All That I Wanted (Instrumental Dub) / All That I Wanted (Extended Club Mix); All That I Wanted (Guitar Mix) (Elektra, Dezember 1984)